# Jorge Rubinetti
Jorge Alberto Rubinetti (Buenos Aires, 31 de marzo de 1945 - 19 de septiembre de 2016) fue un Maestro Internacional de ajedrez argentino, cuádruple campeón nacional.

## Resultados destacados en competición
Fue cuatro veces ganador del Campeonato de Argentina de ajedrez, en los años 1971 en Buenos Aires, 1982 en La Plata(tras desempatar con Juan Carlos Hase, Jorge Gómez Baillo, Luis Bronstein y Daniel Cámpora), 1988 en Buenos Aires y 1991 en Buenos Aires, siendo subcampeón en una ocasión en 1980 por detrás del gran maestro Miguel Quinteros.
Ganó el campeonato juvenil de Argentina en 1961.
Participó representando a Argentina en ocho Olimpíadas de ajedrez: Lugano 1968, Siegen 1970, Skopie 1972, Niza 1974, La Valeta 1980, Lucerna 1982,Salónica 1988 y Manila 1992.
Participó en los Torneos Interzonales de Palma de Mallorca 1970, y Toluca de Lerdo 1982.

## Partidas notables
Jorge Rubinetti - Aldo Seidler, Mar del Plata, 1976. Primer Premio a la Brillantez
1. e4 c5 2. Cc3 d6 3. Cge2 Cf6 4. g3 b5 5. Ag2 Ab7 6. d3 a6 7. 0–0 e6 8. a3 Dc7 9. h3 h6 10. f4 d5 11. e5 Cfd7 12. f5! Cxe5 13. fxe6 fxe6 14. Cf4 Rd7 15. Dh5 g5 16. Cxe6!! (Profunda combinación hecha tras más de una hora de reflexión) Rxe6 17. Txf8! Txf8 18. Dxh6+ Tf6 19. Axd5+! (La clave) Re7 [Si 19...Axd5 20. Dxf6+! Rxf6 21. Cxd5+ decide] 20. Axg5 Cf3+! 21. Rg2 [No 21. Axf3? Dxg3+] 21...Cxg5 22. Te1+ Ce6 23. Dg7+ (Esta movida tenía que ser calculada en la jugada 16) Rd6 24. Dxf6 Axd5+ 25. Cxd5 Dd7 26. Cf4 Db7+ 27. Rh2 Cd7 28. Dxe6+ Rc7 29. Cd5+ Rb8 30. Dd6+ Ra7 31. Te7 Td8 32. Cf6 y las negras abandonaron.